# Distretto di Kong Ra
Il distretto di Kong Ra (in thailandese: กงหรา) è un distretto (amphoe) della Thailandia, situato nella provincia di Phatthalung.